# Carlos A. Carrillo
Carlos A. Carrillo är en ort i Mexiko.   Den ligger i kommunen Carlos A. Carrillo och delstaten Veracruz, i den sydöstra delen av landet, 400 km öster om huvudstaden Mexico City. Carlos A. Carrillo ligger 9 meter över havet och antalet invånare är 17 990.
Terrängen runt Carlos A. Carrillo är mycket platt. Runt Carlos A. Carrillo är det ganska glesbefolkat, med 43 invånare per kvadratkilometer. Närmaste större samhälle är Cosamaloapan de Carpio, 4,7 km väster om Carlos A. Carrillo. Trakten runt Carlos A. Carrillo består till största delen av jordbruksmark.